# Eudesmia menea
Eudesmia menea là một loài bướm đêm thuộc phân họ Arctiinae, họ Erebidae.